# Andrey Andreev
Andrey Andreev (* 1974 in Moskau) ist ein russisch-britischer Unternehmer. Er ist Gründer von MagicLab, der Muttergesellschaft der Dating- und Social-Networking-Apps Badoo, Bumble, Lumen und Chappy.

## Vermögen
Seit 2018 wird er bei Forbes als Milliardär geführt. Sein Vermögen wird 2021 auf etwa 2 Milliarden US-Dollar geschätzt.